# Jacques Marilossian
Jacques Marilossian, né le 26 juillet 1958 au Puy-en-Velay (Haute-Loire), est un homme politique français, ingénieur et consultant de profession.
Membre de La République en marche (LREM), il est député de la septième circonscription des Hauts-de-Seine de juin 2017 à juin 2022.

## Biographie

### Origines, études et carrière professionnelle
Jacques Marilossian est, par son père, petit-fils d’immigrés arméniens arrivés en France en 1919 à la suite du génocide arménien. D'origine modeste, il est la première personne de sa famille à décrocher le baccalauréat.
Il habite les Hauts-de-Seine depuis 1983.
Il est ingénieur de l'École centrale Paris (1981) puis diplômé de l'Institut d'études politiques de Paris (Service public, 1982). Il est également titulaire d'une licence de sciences économiques obtenue à l'université de Paris I - Panthéon Sorbonne (1980).
Après avoir travaillé au sein de grands groupes informatiques depuis 1983 (IBM, Sun Microsystems, CA Technologies puis Oracle) en France et à l'international,, Jacques Marilossian crée en 2017 son entreprise de conseil en stratégie des systèmes d'information[source insuffisante].

### Carrière politique
Il est conseiller municipal d'opposition (PS) entre 2010 et 2014 à Saint-Cloud.
Lors des élections législatives de mai-juin 2017, Jacques Marilossian est investi par En Marche ! (LREM) et obtient 48,48 % des suffrages exprimés dès le premier tour, dans la septième circonscription des Hauts-de-Seine. Obtenant 57,81 % des suffrages exprimés au second tour, il bat Éric Berdoati (LR) et est élu député des Hauts-de-Seine le 18 juin 2017, où il succède à Patrick Ollier (LR). Il déclare alors : « Prendre cette circonscription à la droite [était un vrai défi]. Elle faisait partie de ces fiefs qu'on disait imprenables ».
Dans son enquête de mai 2019 sur les comptes de la campagne législative dans les Hauts-de-Seine, Le Parisien établit que Jacques Marilossian est le candidat du département ayant dépensé le moins d’argent (21 836 €). Le journal précise que l’élu n’a dépensé que 0,92 € par suffrage obtenu, ce qui constitue également le coût le plus faible.
Début 2019, alors que la préfecture des Hauts de Seine réquisitionne un gymnase de Saint-Cloud, malgré l'opposition de son maire Éric Berdoati, afin d'héberger des migrants sans-abris dans le cadre du Plan grand froid, Jacques Marilossian se rend sur les lieux afin de constater « comment se passe l'accueil et comment les aider », précisant que les migrants « n'ont qu'un seul désir, celui de pouvoir s'intégrer. Il n'y aucune raison d'affoler la population ». Alors que le maire de Saint-Cloud s’était inquiété de l'état des sanitaires du gymnase et du réseau électrique, le parlementaire rappelle que c’est l’édile qui est responsable de l’entretien du lieu.
Avec son épouse, il a eu recours à une PMA ; ils sont les parents de jumeaux. Il défend son élargissement aux couples de femmes lors des débats sur le projet de loi bioéthique en 2019, racontant son expérience personnelle dans les médias à cette fin : « Ce n’est pas un gadget, ce n'est pas quelque chose qu’on peut aller prendre au supermarché pour ensuite l'appliquer »,.
Avant les élections municipales de 2020, alors que certains maires de droite des Hauts-de-Seine souhaitent un rapprochement avec LREM, Jacques Marilossian fait part de son opposition au bureau politique du parti, mettant en garde ses cadres contre « le chant des sirènes de ces maires-là » et leur rappelle que les militants locaux se sont « construits contre eux ». Finalement, à Rueil-Malmaison, dans sa circonscription, LREM se rallie au maire sortant LR Patrick Ollier, ce que regrette Jacques Marilossian.

## Travaux parlementaires et prises de position
En juillet 2017, lors du débat sur les ordonnances travail, Jacques Marilossian intervient et demande aux députés du groupe La France insoumise, qui s’opposent à cette réforme, s’ils connaissent la réalité du monde du travail. Il explique avoir pour sa part connu un licenciement, une période de chômage, avoir expérimenté le télétravail et la création d’entreprise.
En avril 2018, lors de l’examen du projet de loi asile-immigration en hémicycle, Jacques Marilossian s’oppose frontalement aux amendements visant à supprimer ou à restreindre le droit du sol. Il souligne alors être descendant de « grands-parents apatrides » et invite les élus ayant des grands-parents d’origine étrangère, comme « au moins un tiers des Français », à se lever.

### Commission de la défense nationale et des forces armées
Jacques Marilossian est membre de la commission de la défense nationale et des forces armées depuis le début de la législature. En novembre 2019, avec 16 autres députés, il écrit au Premier ministre pour lui demander d’avoir une « approche souveraine » sur les ventes des entreprises Photonis et Latécoère, considérées par les parlementaires comme des actifs stratégiques essentiels à l’autonomie stratégique de la France.
Depuis le 1er juillet 2019, Jacques Marilossian est membre de la Réserve citoyenne de la Marine nationale. Son grade est celui de capitaine de frégate[source insuffisante].

### Commission spéciale chargée d'examiner le projet de loi relatif à la bioéthique
À l’été 2019, Jacques Marilossian est désigné membre de la commission spéciale chargée d'examiner le projet de loi relatif à la bioéthique.
Lors de l’examen du texte en première lecture, Jacques Marilossian a notamment répondu aux critiques de la droite, qui dénonçait « l’absence de père » dans l’extension de la PMA aux couples de femmes et aux femmes seules, en rappelant qu’il avait été élevé par sa mère et sa grand-mère et que « cela n’a pas fait de [lui] un délinquant ». À ceux qui critiquaient des « bébés sur commande », l’élu des Hauts-de-Seine a précisé que « le succès d’une PMA n’est pas garanti » et qu’il ne s’agit pas de « créer des enfants d’un coup de baguette magique ». Il a ainsi raconté qu’avec son épouse, leur parcours médical a duré « plusieurs années ».

### Autres engagements
Depuis sa prise de fonction, Jacques Marilossian (de même que Matthieu Orphelin) publie en ligne ses frais de mandat.

## Polémiques
Son premier journal de député est intégralement financé par des entreprises de sa circonscription, telles que Dassault Aviation ou Heineken, et celles-ci ont droit à des encarts publicitaires dans la publication. Plusieurs opposants  dénoncent une « confusion des genres » par rapport aux lois que le député serait susceptible de voter à l'Assemblée nationale sur des sujets les concernant. Pour sa part, Jacques Marilossian considère que ce choix permet à son journal parlementaire de ne rien coûter aux contribuables, estimant par ailleurs que « leur participation ne saurait être considérée comme un engagement ou un soutien politique de leur part, mais comme une contribution à l'information citoyenne ».
Le 29 octobre 2018, il participe aux célébrations du 95e anniversaire de la République turque à son ambassade, alors que la question de la reconnaissance du génocide arménien reste vivace en Turquie. Il se fait notamment photographier à côté de l'ambassadeur İsmail Hakkı Musa. Cette présence provoque les critiques de Français d'origine arménienne, le Conseil de coordination des organisations arméniennes de France (CCAF) demandant sa démission de la présidence du groupe d'amitié parlementaire France-Arménie. L'association considère en effet que l'ambassadeur est « le chef d'orchestre du négationnisme turc » et estime que l'attitude du député traduit « une profonde méconnaissance de la problématique arménienne et une très faible propension au dialogue avec les Arméniens ». En réponse, Jacques Marilossian rappelle le caractère « indéfectible » de son « combat contre le négationnisme » et son « engagement en faveur de l'amitié franco turque », présentant ses excuses au CCAF, qui les accepte mais considère malgré tout qu'il n'est plus légitime à la tête du groupe d'amitié parlementaire précédemment cité.
Lors du mouvement des Gilets jaunes, il suscite la polémique en qualifiant l'un de ses leaders, Jérôme Rodrigues, de « débile profond ». De manière discrète, il est recadré par la secrétaire d’État chargée des Personnes handicapées Sophie Cluzel, qui déclare : « Quand arrêterons nous d'utiliser des mots blessants ? » ,,.
Le 13 juin 2020 se déroule place de la République (Paris) une manifestation contre le racisme et les violences policières. Invité à commenter ce rassemblement sur LCI, Jacques Marilossian déclare : « La délinquance, aujourd'hui, elle est dans les banlieues et c'est le fait de gens aux origines ethniques, il faudrait les éduquer, ils seront alors de jeunes Français, capables de faire autre chose que d'être des délinquants ». Le journaliste Antoine Perraud de Mediapart considère que ces propos révèlent un non-dit du député, selon lequel ces minorités « ne sont pas françaises et ne le deviendront qu'à la condition de recevoir les Lumières idoines, d'être élevées, éduquées. Le legs colonial n'est jamais loin... ».
Début 2021, le rappeur Youssoupha est désigné par la Fédération française de football pour interpréter l'hymne des Bleus pour la prochaine Coupe d'Europe. Cette décision fait polémique, une chanson de 2006 où il qualifiait Marine Le Pen de « chienne » refaisant surface. À ce sujet, Jacques Marilossian estime que cette dernière « n'est pas une femme » mais « un leader politique » et, selon lui, « on peut traiter un leader politique de chien ou de chienne », estimant qu'il en va de « la liberté d’expression ». Il reconnaît toutefois que ce terme le « choquerait » s'il était employé à l'égard de la ministre LREM Marlène Schiappa.
Sur le même plateau, il fait également polémique en déclarant « être choqué » par une partie des paroles de La Marseillaise. Le lendemain, Patrick Ollier réagit en estimant que ces propos sont « indignes ». Jacques Marilossian regrette pour sa part une « mauvaise interprétation »,.